# Onze-Lieve-Vrouw-Visitatieklooster
Het Onze-Lieve-Vrouw-Visitatieklooster is een voormalig klooster in de tot de Oost-Vlaamse gemeente Oudenaarde behorende plaats Mater, gelegen aan de Karel Martelstraat 86-92 en de Kloosterweg 1-5 en 9.

## Geschiedenis
De Zusters van Onze-Lieve-Vrouw-Visitatie vestigden zich in 1854 te Mater. Zij namen een reeds bestaande kantschool over, betrokken een in 1855 gebouwd klooster met weeshuis en stichtten in 1856 een meisjesschool. De kapel wer ingewijd in 1857. In 1861 werd het klooster verder uitgebreid en van 1874-1876 werd een bejaardenhuis gebouwd dat als Sint-Josephs Godshuis de deuren opende.
In 1879 kwam er een RK jongensschool en in 1891 een jongensinternaat. Verdere uitbreidingen volgden in het eerste kwart van de 20e eeuw en in 1932 werd de kapel met een zijbeuk vergroot.
In 1991 vertrokken de zusters. Een deel van het voormalig jongensinternaat bleef als basisschool intact. Tijdens het laatste decennium van de 20e eeuw werden een aantal vleugels van het complex gesloopt. Het hoofdgebouw werd ingericht als appartementencomplex.

## Gebouw
Van belang is het oude klooster uit het 3e kwart van de 19e eeuw. Ook de kloosterkapel met zeskante dakruiter bleef behouden. Deze kapel bezit nog grotendeels het originele, naar neoclassicisme neigende, interieur.